# Rymdstyrelsen

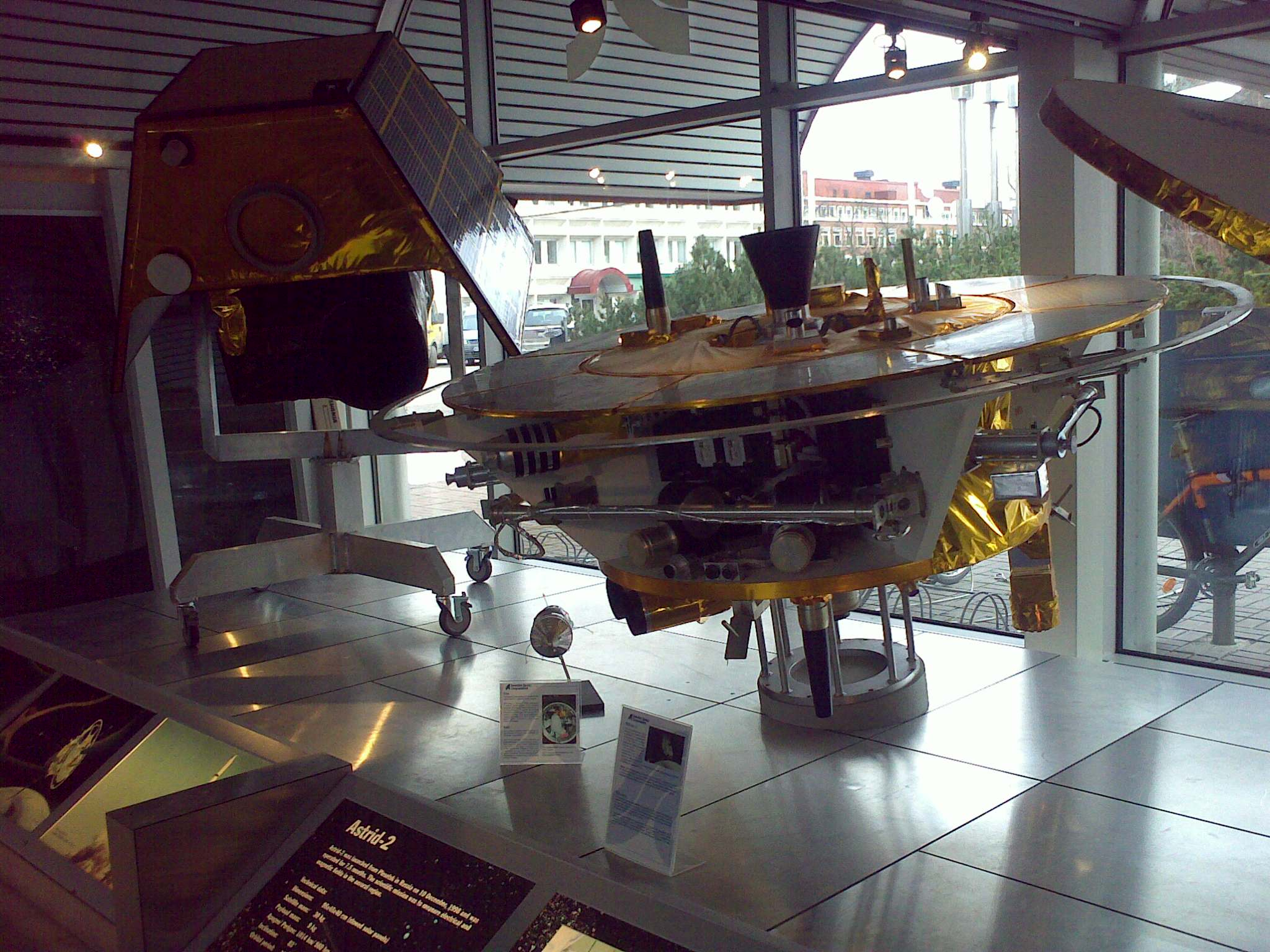
Satelliter i Rymdstyrelsens tidigare kanslientré.

Rymdstyrelsen, före 1991 Statens delegation för rymdverksamhet, bildad 1972, är en svensk förvaltningsmyndighet som ligger under Utbildningsdepartementet. Rymdstyrelsen ansvarar för all statligt finansierad rymdverksamhet i Sverige, nationell som internationell. Rymdstyrelsens huvuduppgift är att tillse utvecklingen av svensk forskning och utveckling (FoU) inom rymd- och fjärranalysverksamhet. Övriga uppgifter är att vara kontaktorgan för internationellt samarbete, samt att utöva kontroll av rymdverksamheten i Sverige. Vidare har Rymdstyrelsen rådgivande kommittéer inom områdena forskning, fjärranalys och industriell rymdverksamhet.
Rymdstyrelsen finansieras med anslag från Utbildningsdepartementet. Rymdstyrelsens personal består av 30 personer. Kansliet är beläget i Solna.

## Historik
Den svenska rymdverksamheten har sin upprinnelse i raketuppskjutningarna i Nausta och senare Kronogård utanför Jokkmokk. Den första raketen sköts upp 14 augusti 1961, den sista 17 augusti 1964. Då hade i maj 1962 regeringen utsett en Rymdkommitté, som skulle utreda, vilken form ledningen av den svenska rymdverksamheten borde ha. Rymdkommittén upphörde i juli 1964 och samtidigt bildades Forskningsrådens rymdnämnd med syfte för att främja svensk rymdforskning. I juli 1964 fattades även det formella beslutet om att anlägga rymdbasen Esrange, som invigdes hösten 1966.
Den ingenjörsgrupp som drev Kronogård 1964 innehöll också en kärna av heltidsanställda ledda av Lars Rey och Lennart Lübeck (sedermera styrelseordförande i Rymdbolaget). Denna kärna fortsatte rymdverksamheten i olika organisatoriska former. En av dessa var Rymdtekniska gruppen, som 1972 var en av de två komponenterna i det som då blev Rymdbolaget. Den andra delen var Esrange, som Sverige 1972 tog över, efter att den hade varit en europeisk bas.
Riksdagen skapade 1972 Statens Delegation för Rymdverksamhet, det som nu är Rymdstyrelsen. Samtidigt skapades Svenska Rymdaktiebolaget (Rymdbolaget) som verkställande organ för Delegationen. Den var en enmannamyndighet som till stora delar representerades av Rymdbolaget.
Under 1990-talet skapades en allt tydligare ansvarsfördelning mellan de två delarna. Att ha både beställare och utförare i samma organisation visade sig inte helt lyckat. Det visade sig heller inte alltid lämpligt att Sverige i internationella sammanhang representerades av anställda på ett bolag.
Myndighetsdelen fokuserade därför allt mer på myndighetsrollen och utökades i takt med detta med fler anställda. Bolaget å sin sida fick en allt mer tydlig kommersiell roll. Från omkring 2000 är Rymdstyrelsen och Rymdbolaget två fristående enheter.
Det europeiska rymdsamarbetet har alltid haft en central plats i svensk rymdverksamhet. Sverige var en av grundarna av den nuvarande europeiska rymdorganisationen ESA (European Space Agency) liksom av dessa föregångare den europeiska rymdforskningsorganisationen ESRO (European Space Research Organisation).

## Styrning av svensk rymdverksamhet
I en utredning som offentliggjordes den 14 februari 2013 kritiserade Riksrevisionen den svenska rymdverksamhetens styrning. "Riksrevisionens övergripande slutsats är att svensk rymdverksamhet som den genomförs idag inte utnyttjas som en strategisk tillgång". Utredningen illustrerar (sid 24) att över 20 svenska myndigheter berörs av rymdverksamheten och att dessa lyder under åtta olika departement. Riksrevisionens (utredningen sid 15-16) rekommenderar en bred förankrad process med syfte att knyta ihop rymdverksamhetens olika delar. Vidare bör regeringen se över styrningen av Svenska rymdaktiebolaget och dess avkastningsmål. Slutligen bör regeringen och ansvariga myndigheter utvärdera rymdverksamheten systematiskt.
Som respons på Riksrevisionens rapport beslutade regeringen den 10 april 2014 att tillsätta en särskild utredare som ska föreslå en sammanhållen nationell strategi för svensk rymdverksamhet. Utredningen skall kartlägga svenska styrkor och svagheter i ett internationellt perspektiv, samt se över hur svensk offentlig rymdverksamhet organiseras och om nödvändigt föreslå förändringar. Utredare blev Ingemar Skogö och han redovisade sitt betänkande den 2 september 2015. Utredaren finner det särskilt angeläget med bättre synergier mellan civil och militär rymdverksamhet, mer fokus på brett internationellt samarbete, samt bättre samverkan mellan forskningsfinansiärerna. Rymdstyrelsen bör enligt betänkandet få en utökad och tydligare roll som sammanhållande och koordinerande expertmyndighet.
Den 9 maj 2018 överlämnade regeringen en skrivelse till riksdagen innehållande förslag på en nationell strategi för svensk rymdverksamhet (Skr. 2017/18:259). Den 21 november 2018 debatterade riksdagen innehållet i strategin och biföll utbildningsutskottets förslag.

## Rymdkanalen
Rymdkanalen var en webbplats och blogg som publicerar nyheter och händelser inom rymdvärlden. Rymdkanalen startade 2009 men är sedan 2018 en del av Rymdstyrelsens webbplats.

## Generaldirektörer (tidigare överdirektörer, verkställande ledamot)
| Chefsperiod | Namn                                                                           |
| ----------- | ------------------------------------------------------------------------------ |
| 1972–1979   | Hans Håkansson (verkställande ledamot i Statens delegation för rymdverksamhet) |
| 1979–1989   | Jan Stiernstedt (överdirektör för Statens delegation för rymdverksamhet)       |
| 1989–1998   | Kerstin Fredga (generaldirektör)                                               |
| 1998–2009   | Per Tegnér (generaldirektör)                                                   |
| 2009–2018   | Olle Norberg (generaldirektör)                                                 |
| 2018–2024   | Anna Rathsman (generaldirektör)                                                |
| 2024–       | Ella Carlsson (generaldirektör)                                                |